# Résistance de saignée

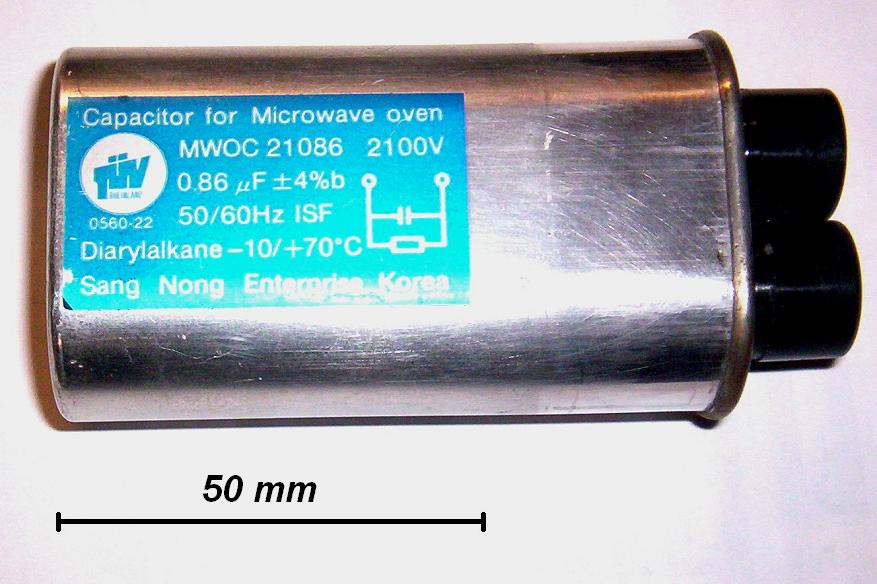
Un condensateur avec une résistance de saignée incorporée

Une résistance de saignée est une résistance placée en parallèle avec un condensateur de filtrage afin de pouvoir le décharger une fois le circuit éteint.
Cette décharge permet d'éviter tout choc électrique en cas de contact accidentel une fois l'appareil éteint. Toutefois lorsque cet élément est défectueux le risque réapparaît. Pour cette raison, la plupart des appareils électroniques portent des mentions indiquant que l'ouverture de ceux-ci ne peut se faire que par du personnel qualifié.